# Maria Isser
Maria Isser (Matrei am Brenner, 22 de octubre de 1929-Innsbruck, 25 de febrero de 2011) fue una deportista austríaca que compitió en luge en las modalidades individual y doble.
Ganó cinco medallas en el Campeonato Mundial de Luge entre los años 1955 y 1960, y siete medallas en el Campeonato Europeo de Luge entre los años 1951 y 1956.

## Palmarés internacional
| Campeonato Mundial | Campeonato Mundial           | Campeonato Mundial | Campeonato Mundial |
| Año                | Lugar                        | Medalla            | Prueba             |
| ------------------ | ---------------------------- | ------------------ | ------------------ |
| 1955               | Oslo (Noruega)               | Medalla de plata   | Individual         |
| 1955               | Oslo (Noruega)               | Medalla de plata   | Doble              |
| 1957               | Davos (Suiza)                | Medalla de oro     | Individual         |
| 1959               | Villard-de-Lans (Francia)    | Medalla de plata   | Individual         |
| 1960               | Garmisch-Partenkirchen (RFA) | Medalla de oro     | Individual         |
| Campeonato Europeo |                              |                    |                    |
| Año                | Lugar                        | Medalla            | Prueba             |
| 1951               | Igls (Austria)               | Medalla de bronce  | Individual         |
| 1952               | Garmisch-Partenkirchen (RFA) | Medalla de oro     | Individual         |
| 1953               | Cortina d'Ampezzo (Italia)   | Medalla de oro     | Individual         |
| 1954               | Davos (Suiza)                | Medalla de oro     | Individual         |
| 1954               | Davos (Suiza)                | Medalla de oro     | Doble              |
| 1955               | Hahnenklee (RFA)             | Medalla de oro     | Individual         |
| 1956               | Imst (Austria)               | Medalla de plata   | Individual         |